# Plataner de la Font de la Pineda
El plataner de la font de la Pineda és un plàtan o plataner de mida considerable que es troba al poble de Riells del Fai (Bigues i Riells, el Vallès Oriental).

## Dades descriptives
- Perímetre del tronc a 1,30 m: 4,40 m.
- Perímetre de la base del tronc: 12,38 m.[2]
- Alçada: 25 m.
- Amplada de la capçada: 22 m.
- Altitud sobre el nivell del mar: 280 m.

## Entorn
Està situat a la plana al·luvial del Tenes, al costat mateix de la ribera, sota del saltant de Sant Miquel del Fai, i als peus de la font de la Pineda (una de les àrees de pícnic populars de la zona). L'acompanyen altres arbres: aladern, gatell, saüc, pollancre, robínia i plàtan. La font de la Pineda està envoltada de parets seques i construccions amb pedra, a les escletxes de les quals hi ha morella de paret i falzies. Aquest tram de la riera ha estat colonitzada recentment pel visó americà.

## Estat fitosanitari
Té un aspecte vigorós i de plenitud. No presenta concavitats ni necrosis de cap mena, ni al tronc ni a les branques. Té algunes marques d'antigues actuacions de poda a certa alçada perfectament tancades. És un arbre remarcable i excepcional tant per les seues grans dimensions de soca i de volta de canó, com per la seua envergadura i bellesa.

## Curiositats
Entre els anys 1992 i 1994, aquest plàtan es va veure afectat per diverses adversitats de les quals va sortir sempre bastant prou ben parat: de primer, i durant la matinada del 22 de setembre del 1992, va patir un bufarut i una aixada va anar a clavar-se a una branca alta després de volar uns 50 metres des d'un cobert (els arbres propers van ser arrasats); i l'agost del 1994 es van cremar els voltants immediats, mentre que l'octubre del 1994 es va produir una revinguda i l'aigua va pujar i va arribar a cobrir 1,5 m del tronc. Molt a prop, a un quilòmetre aproximadament, hi ha la masia de la Madella, on es pot veure un marge amb un bosquet de ginjolers (un arbre la fusta del qual és imprescindible per a fabricar tenores). Un altre element d'aquest mas és la pota de llop que hi ha clavada a la porta forana (probablement, un testimoni d'un dels darrers llops morts al Vallès Oriental).

## Accés
Des de l'Ametlla del Vallès, cal agafar la carretera BV-1483 (que va cap a Riells del Fai) i, poc després d'arribar a les primeres cases (que queden una mica allunyades del nucli), trobarem un trencall a l'esquerra que porta al restaurant de la Font de la Pineda. Hem de continuar per aquesta pista fins a arribar (un parell de minuts després en cotxe) a la mateixa font de la Pineda i a on creix aquest excepcional plàtan. GPS 31T 0432694 4617089.